# Merbromine
Ne doit pas être confondu avec éosine.
La merbromine, plus connue sous son nom commercial Mercurochrome ou mercurescéine, est un composé organomercuriel utilisé comme antiseptique topique.
Ce produit n'est plus commercialisé aux États-Unis depuis le 19 octobre 1998 et en France depuis 2006 car cette substance présente des risques d'empoisonnement au mercure.

## Propriétés chimiques

### Synonymes
- Hydroximercuridibromofluorescéine sodique.
- Sel disodique de l'acide 2-(2,7-dibromo-3-hydroxy-4-hydroxymercuri-6-oxoxanthèn-9-yl)benzoïque ;
- Mercurochrome (marque déposée).
- Mercurescéine.

### Structure
Cette molécule fait partie de la famille des composés organomercuriels. Ce genre de composé appartient à une famille plus grande, souvent jugés comme très réactive, des composés organométalliques.

### Solubilité
- Soluble dans l'eau.
- Soluble dans l'éthanol à la concentration de 0,15 g·L-1.
- Insoluble dans l'éther et dans le chloroforme.

## Action antiseptique

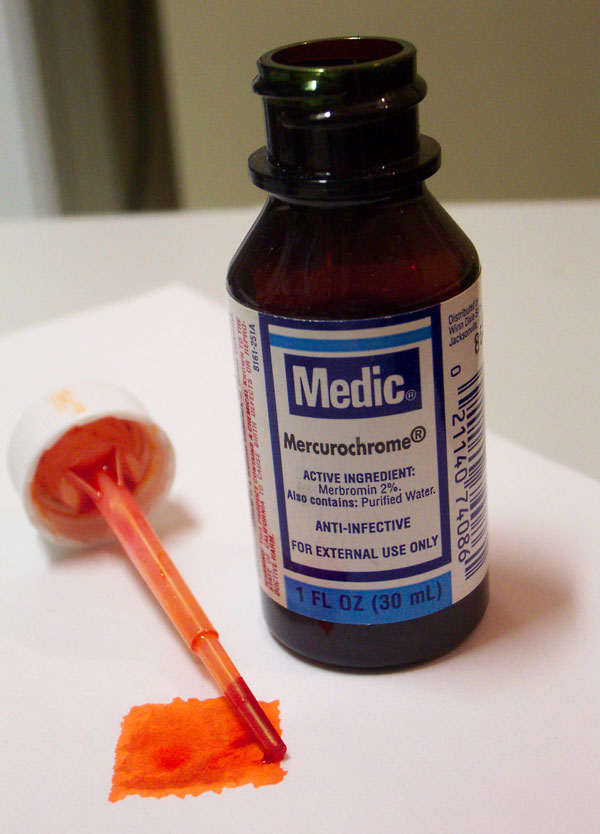
Flacon de Mercurochrome.

On utilisait cette molécule en thérapeutique sous forme diluée (dans des solutions d'eau ou un mélange eau + alcool), généralement à 2 %. Souvent on appelait cette solution le rouge.

## Toxicité et inconvénients
En raison du mercure organique qu'elle contient, il existe un risque d’allergie et d'intoxication lors d'applications cutanées répétées. Cela a conduit à son interdiction dans certains pays. Son usage est déconseillé en Belgique.
Ce produit est interdit au Canada, et bien que la gamme de la marque "Personnelle" (de la Pharmacie Jean Coutu) inclut un produit nommé "Mercurochrome", il s'agit en fait de chlorhexidine accompagnée d'un colorant rappelant la merbromine.
En outre, sa couleur rouge peut masquer des lésions.